# Formosa (Band)
Formosa ist eine im Jahr 2015 gegründete deutsche Hard-Rock-Band aus dem Ruhrgebiet.

## Geschichte

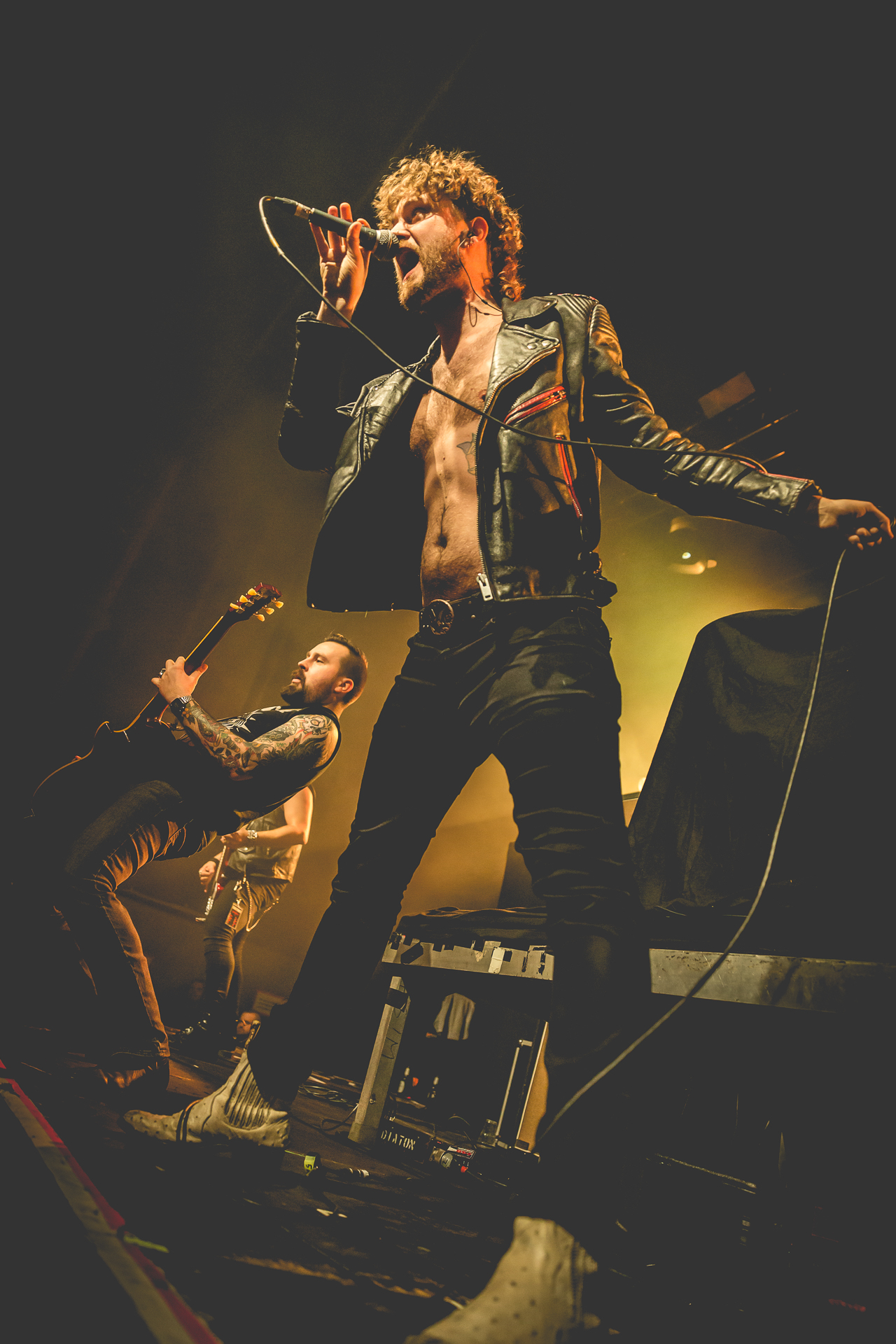
Sänger Nik Bird

### Gründung
Die Bandmitglieder Nik Bird (Gesang, Bass), Nik Beer (E-Gitarre) und Paris Jay (Schlagzeug) kennen sich bereits seit der gemeinsamen Kindergartenzeit und wuchsen in direkter Nachbarschaft in einem kleinen Dorf im Landkreis Konstanz am Bodensee auf. Schon seit ihrer Jugendzeit schreiben sie gemeinsam Songs und treten vor Publikum auf. Ende 2014 zogen sie zusammen aus Baden-Württemberg in das Ruhrgebiet nach NRW, um dort 2015 Formosa als Powertrio zu starten.

### Tight & SexyundSorry for Being Sexy(2015–2018)
2015 begannen die Bandmitglieder an ihrem Debüt-Album zu arbeiten und veröffentlichten Tight & Sexy am 13. Mai 2016 über das Musiklabel Sweepland Records. Es folgten eine deutschlandweite Album-Tour und zahlreiche weitere Konzerte in bekannten Szeneclubs des Landes.

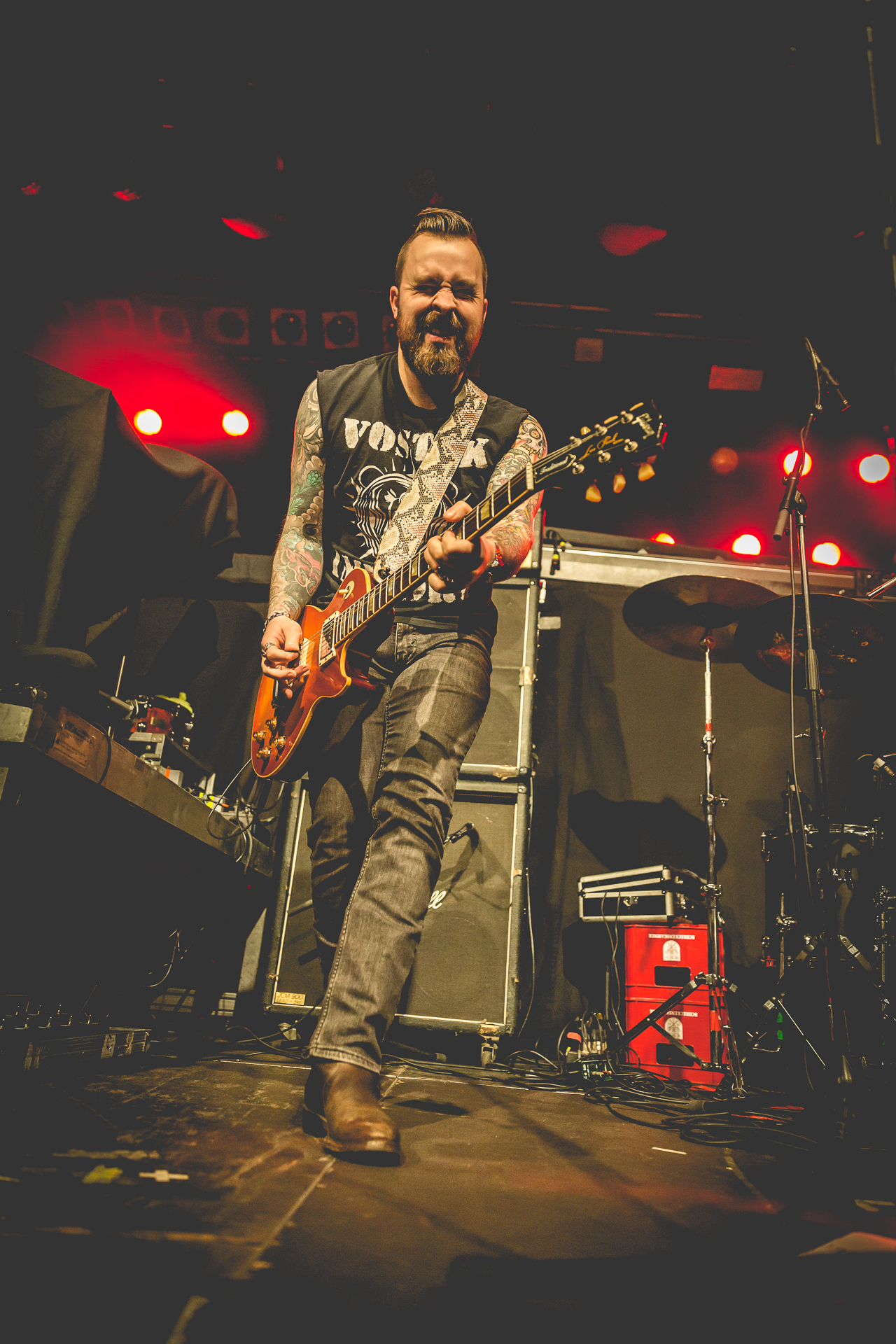
Gitarrist Nik Beer

Bereits im Sommer 2017 begannen Formosa die Aufnahmen für das zweite Studioalbum Sorry for Being Sexy. Sie spielten als Vorband von Battle Beast und Ignite und gingen im Herbst auf ihre erste internationale Tour durch die Balkanstaaten. Am 2. März 2018 wurde das Album Sorry for Being Sexy über Sweepland Records veröffentlicht. Das Album landete auf Platz 9 der offiziellen deutschen Metal-Rock-Charts.  Formosa spielten in den Jahren 2017–2018 über 140 Konzerte europaweit und teilten sich die Bühne mit Bands wie Thundermother, The New Roses und Bonfire.
Am 6. Januar 2017 kugelte sich Sänger Nik Bird bei einem Bühnensturz den Arm aus. Er spielte das Konzert dennoch zu Ende und stieg anschließend in den bereits wartenden Krankenwagen. Andy Brings, der bei dem Konzert anwesend war, kommentierte den Unfall und das unerschrockene Weiterspielen Nik Birds als „eine Sternstunde des Rock'n'Roll“.

### Danger ZoneundBones-EP (2019–2022)
Anfang 2019 nahmen Formosa ihr drittes Album Danger Zone in Antwerpen mit dem Produzenten Martin Furia (z. B. Destruction, Vanderbuyst und Nervosa) auf. Anschließend gingen Formosa auf Supporttour mit den legendären Nazareth. 2019 trennten sich Formosa von ihrem Musiklabel Sweepland Records und unterschrieben einen Labelvertrag bei Metalville. Am 13. März 2020 veröffentlichten Formosa ihr drittes Album Danger Zone – parallel wurde jedoch am selben Tag die laufende Tour mit Audrey Horne wegen der COVID-19-Pandemie abgebrochen.
Seit 2022 treten Formosa zu viert auf. Sie veröffentlichten mehrere Singles, die zusammengenommen auf der Bones EP erschienen. Bei dem Song Her Mama spielt der Gitarrist Ande Braun von Kissin’ Dynamite das Gitarrensolo und ist ebenso in dem dazugehörigen Video zu sehen. Auf der Akustikversion des Songs Dynamite ist ein Hackbrett zu hören, das von Schlagzeuger Paris Jay eingespielt wurde. Am 11. Juni 2022 veranstalteten Formosa das erste „Formosa Bierfest“ und schenkten das vom Bierbraumeister Nik Beer eigens für diese Veranstaltung kreierte Bier aus. Im November und Dezember begleiteten Formosa die Band Ohrenfeindt auf deren Deutschlandtour und spielten anschließend eine nahezu restlos ausverkaufte Tour im Vorprogramm von Kissin’ Dynamite zusammen mit Dynazty.

### Bittersweet(2023–2024)
Anfang 2023 kündigte die Band ihr neues Studioalbum Bittersweet für den 21. April 2023 an. Im März ging Formosa auf Europatour mit Kissin’ Dynamite und Dynazty. Während der Tour veröffentlichte die Band die ersten beiden Single-Auskopplungen Living on a Blade und Horns Up. Nachdem sich im Februar das Label Metalville und die Band voneinander getrennt hatten, veröffentlichte die Band das Album im April selbst unter ihrem Label Metalmosa und spielten anschließend eine erfolgreiche Headliner-Tour mit teilweise ausverkauften Shows. 2024 gaben Formosa bekannt in Zukunft mit der Booking Agentur We-Live Agency zusammenzuarbeiten und kündigten ihr fünftes Studio-Album PYRITE an.

### Pyrite(2025)
Am 31. Januar 2025 veröffentlichten Formosa ihr fünftes Studio-Album Pyrite und spielten eine Releaseshow in Düsseldorf und Paris. Im April und Mai begleiteten sie Massive Wagons auf deren Tour. Im Anschluss daran verkündeten Formosa eine Europatour mit H.E.A.T für Oktober 2025.

## Stil

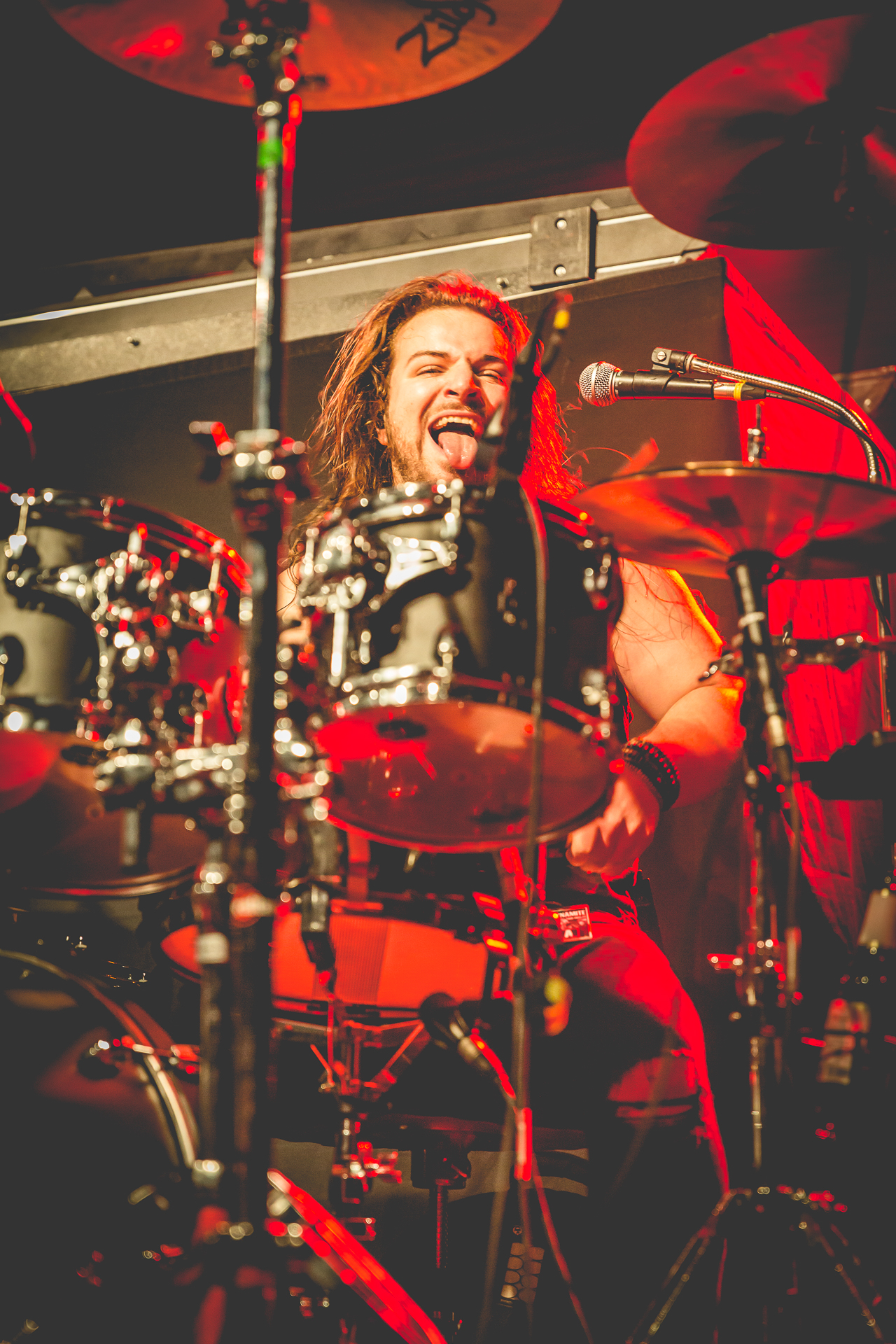
Schlagzeuger Paris Jay 2023 in der Live Music Hall

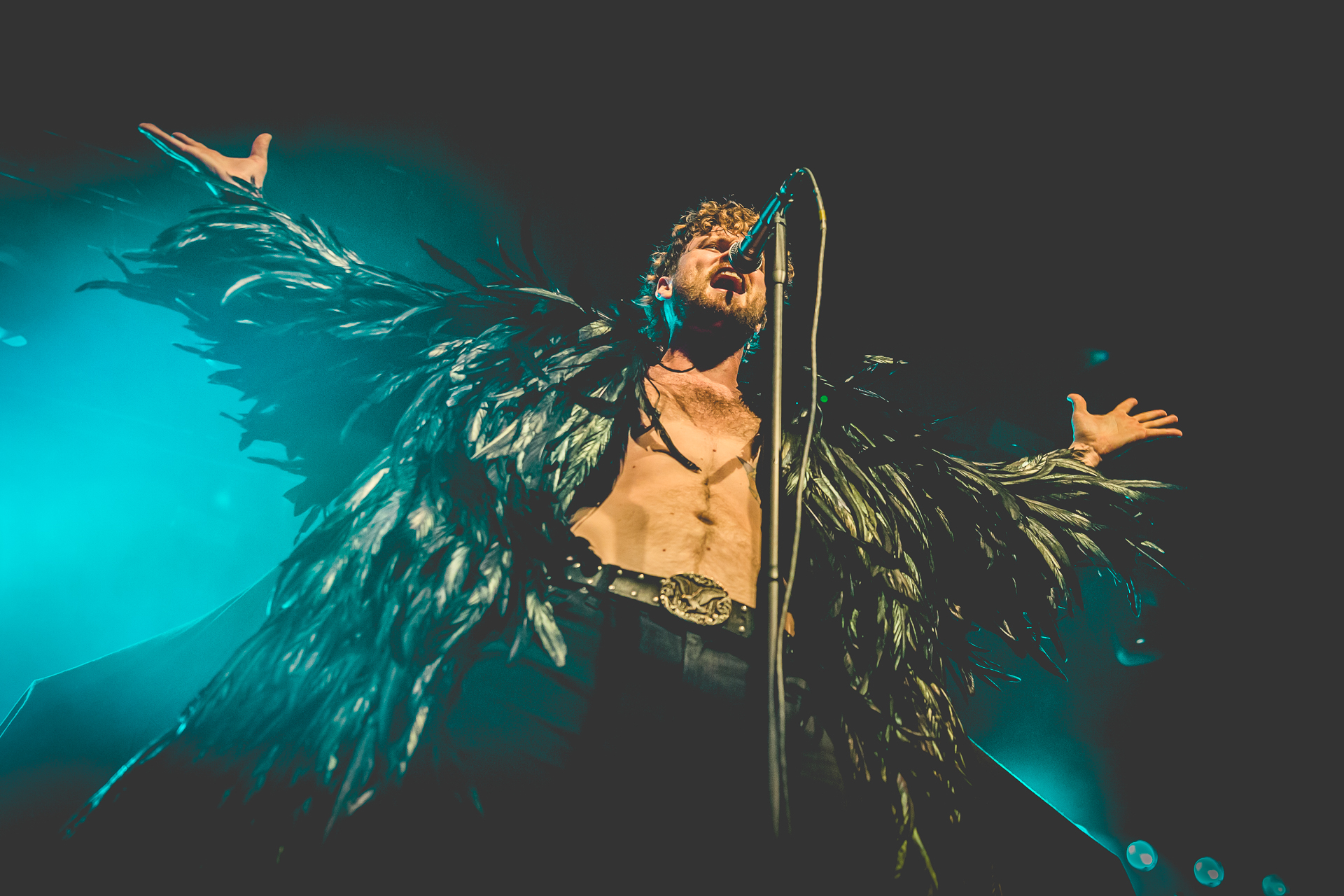
Nik Bird im Federmantel

Formosa spielen riffbasierten melodischen Hard Rock.
Neben klassischem Hard Rock enthält die Musik Formosas auch Einflüsse aus Heavy Metal, Power Metal und Southern Rock. Namentlich bekannte Bandeinflüsse sind Kiss, Judas Priest und AC/DC.
Die Texte der Band sind auf Englisch und zeichnen sich häufig durch plakative Formulierungen im Refrain aus. Oft wird die Stimme Nik Birds mit der Stimme des jungen Geddy Lee (Rush) oder Vince Neil (Mötley Crüe) verglichen.
Bewegungstypisch sind die „Judas Priest moves“ von Nik Bird und Nik Beer und das intensive Headbanging von Schlagzeuger Paris Jay. Sänger Nik Bird fällt zudem durch verschiedene Bühnenoutfits auf, wie seinem Federmantel, welchen er live bei der Ballade Manic Lover trägt.

## Formosa Bierfest

### Konzept und Historie
Formosa veranstalten jährlich ein eigenes Festival im Ruhrgebiet das "Formosa Bierfest. Das Festival hat zur Besonderheit, dass der Gitarrist der Band Nik Beer eigens das Bier dafür jedes Jahr kreiert und braut. Nik Beer ist gelernter Braumeister. 2022 fand das Bierfest erstmals in Essen statt. Anschließend musste das Festival in eine größere Location verlegt werden und wurde 2023 nach Oberhausen verlegt. 2024 kehrt das Festival in die Zeche Carl in eine noch größere Location nach Essen zurück.

### Line-Up und Besucherzahlen
Formosa Bierfest'24 (Zeche Carl, Essen, Besucher: 600, ausverkauft): Motorjesus, Formosa, Spiders, Vulvarine und Sweet Electric
Formosa Bierfest'23 (Druckluft, Oberhausen, Besucher: 300): Formosa, Hardbone, Harsh und Violet
Formosa Bierfest'22 (Café Nova, Essen, Besucher: 200, ausverkauft): Splinter, Formosa, Fighter V und the Pighounds

## Diskografie

### Alben
- 2016: Tight & Sexy (Sweepland Records)[4]
- 2018: Sorry for Being Sexy (Sweepland Records)[5][32]
- 2020: Danger Zone (Metalville)[33][34]
- 2023: Bittersweet (Metalmosa Records)
- 2025: Pyrite (Metalmosa Records)

### Singles
- 2016: Friends of the Night
- 2017: Love on the Highway
- 2018: Fuck Up Your Liver
- 2018: Mañana
- 2018: Mañana – Acoustic
- 2018: Johnny the Beaver – Acoustic
- 2020: Sold My Soul
- 2020: Dynamite
- 2022: Dynamite (Acoustic Version)
- 2022: Let It Go / Saturday Night
- 2022: Her Mama feat. Ande Braun von Kissin’ Dynamite und Thorsten Rock von The Legendary
- 2022: Katkilla
- 2023: Living on a Blade
- 2023: Horns Up
- 2023: Burning Desire
- 2024: Power to the Fist
- 2024: Boneshaker
- 2025: Cannibal Lover